# Beșalma
Beșalma – wieś i gmina w Mołdawii, w Gagauzji, na terenie ok. 15 km na południe od Komratu.
We wsi znajduje się największa fontanna w Mołdawii, której działanie wznowiono w 2021 roku.
W miejscowości znajduje się Narodowe Muzeum Historii i Etnografii Gagauzów, którego eksponaty pokazują życie tamtejszej ludności od starożytności do czasów obecnych.

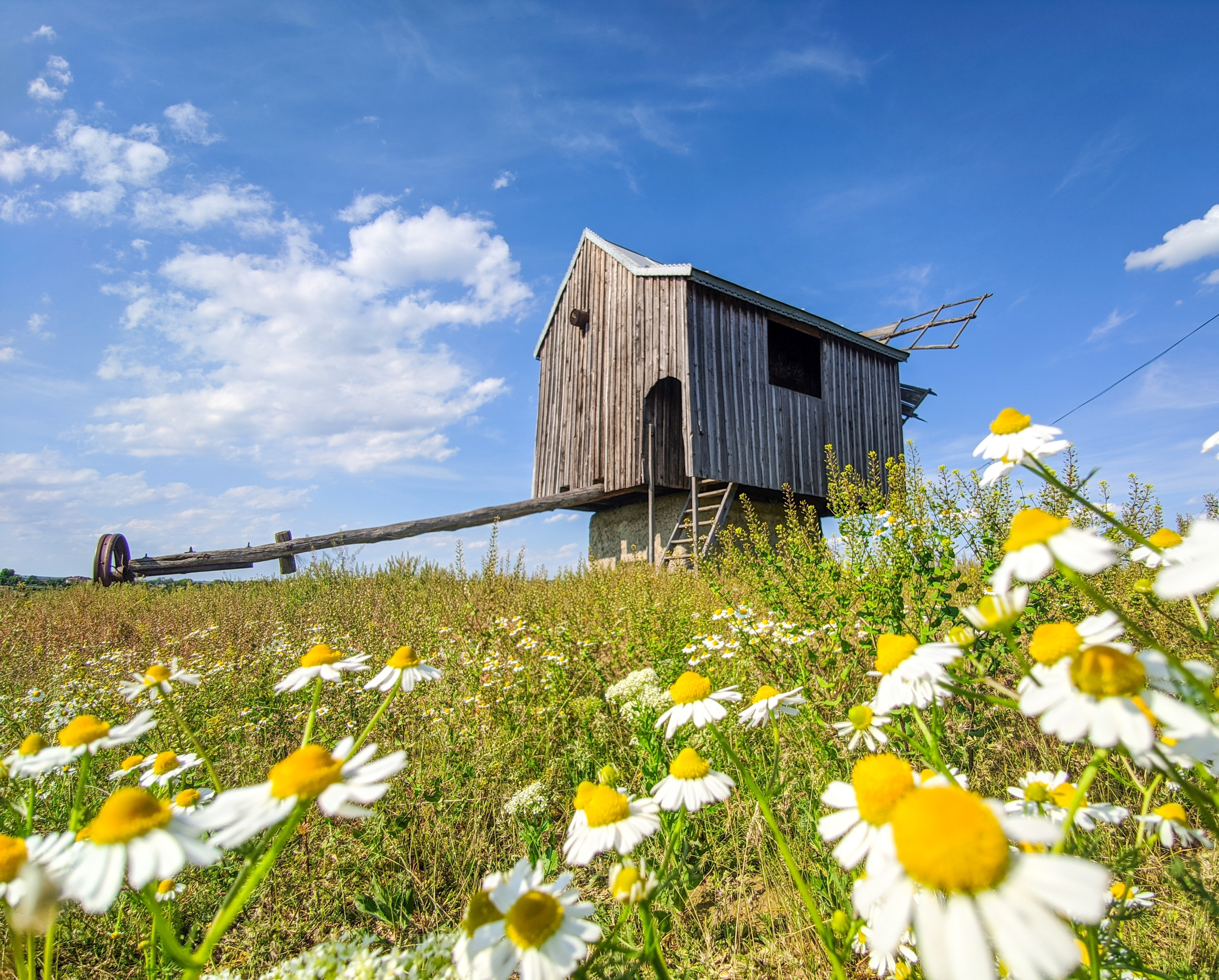
Zabytkowy wiatrak

## Geografia
Wieś leży nad rzeką Jałpuh. Obok wsi biegnie droga M3, której trasa łączy miasta m.in. Giurgiulești, Komrat i Kiszyniów.

## Populacja
| Narodowość  | Liczba mieszkańców |
| ----------- | ------------------ |
| Gagauzi     | 4293               |
| Mołdawianie | 44                 |
| Ukraińcy    | 37                 |
| Rosjanie    | 33                 |
| Bułgarzy    | 25                 |
| Rumuni      | 5                  |
| Razem       | 4441               |

| Grupa | Liczba meskzańców |
| ----- | ----------------- |
| 0-17  | 917               |
| 18-64 | 2 624             |
| 64+   | 287               |
| Razem | 3828              |

## Galeria

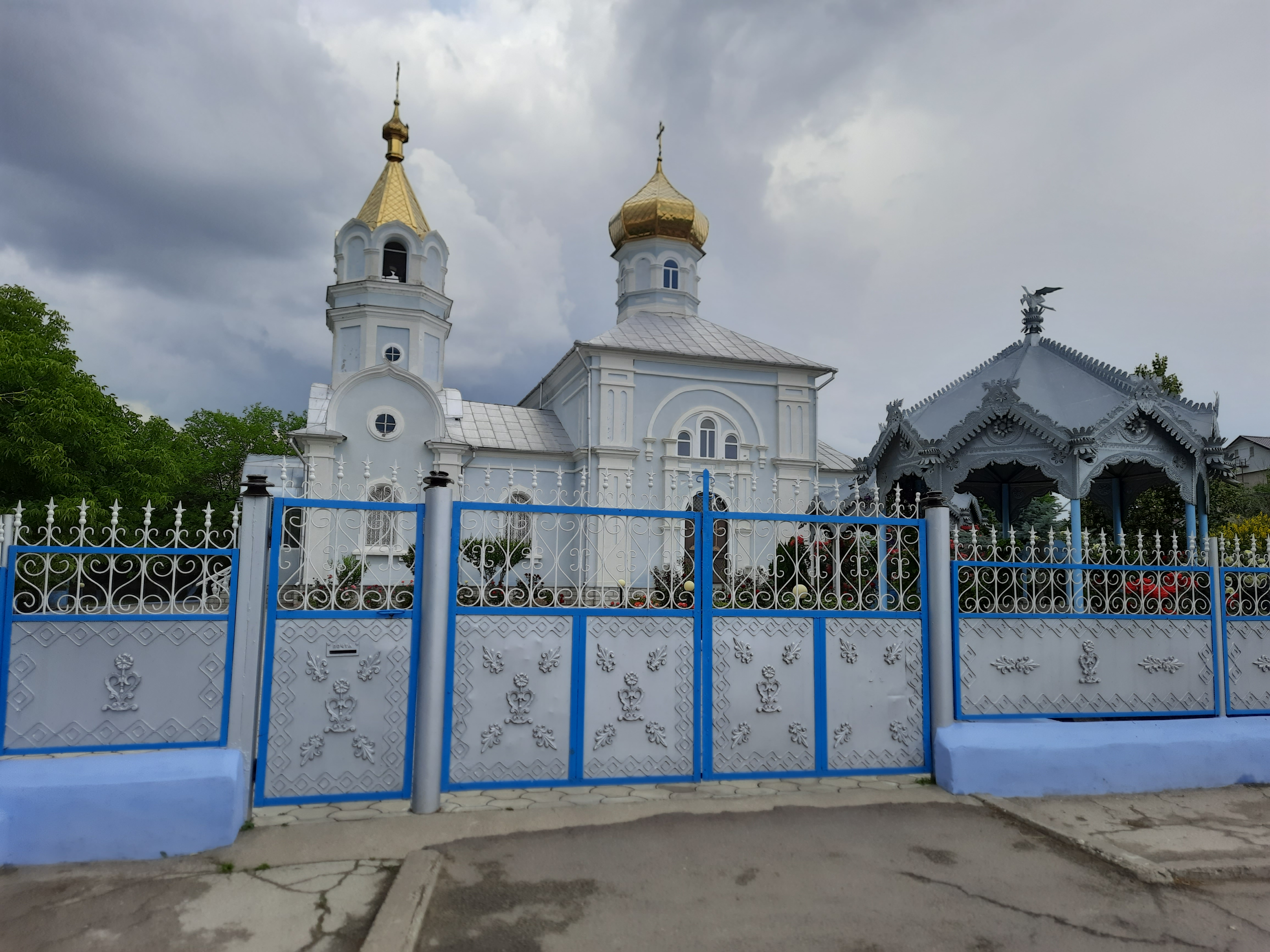
Cerkiew Świętego Jerzego w Beșalmie
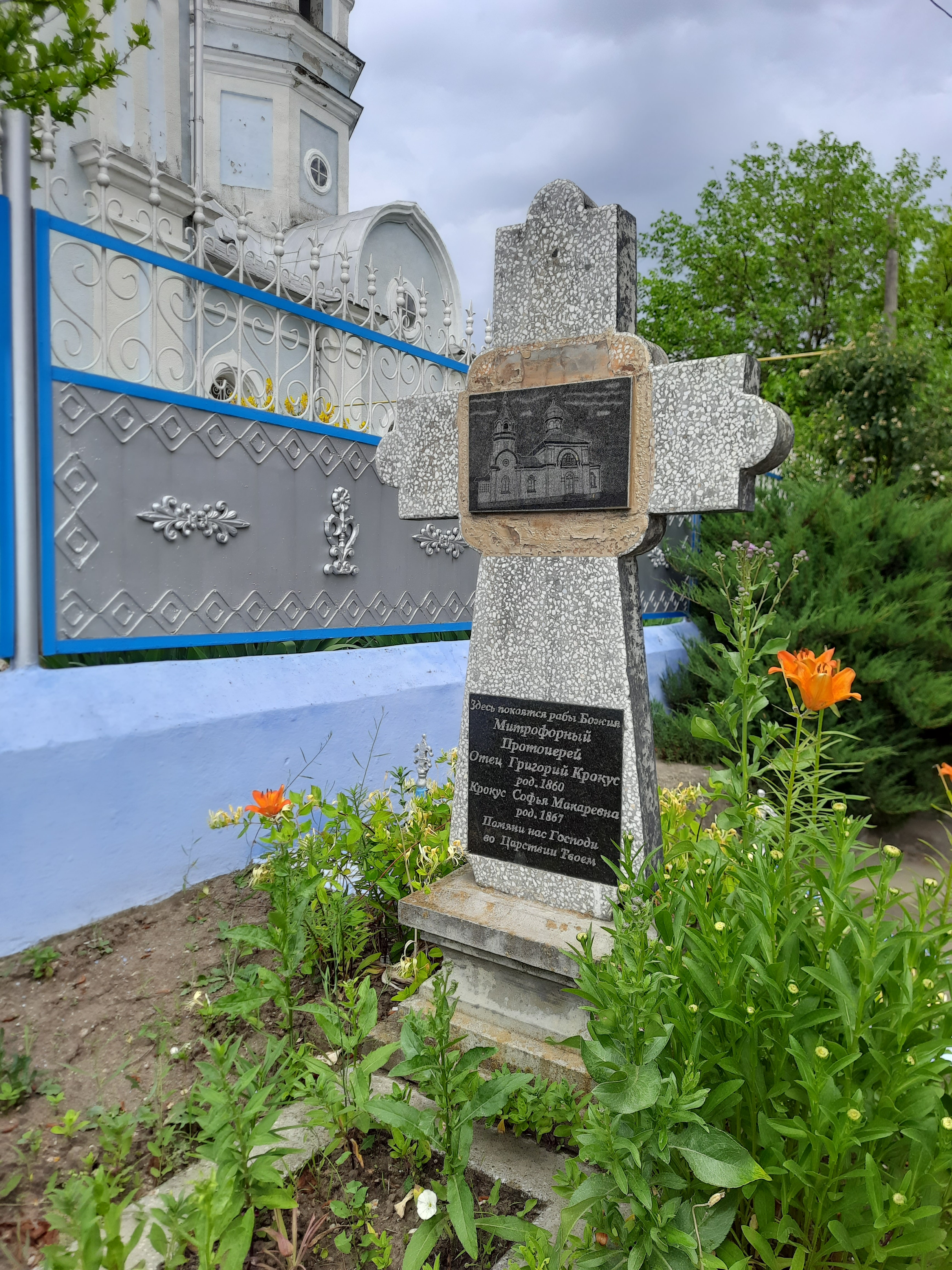
Cmentarz
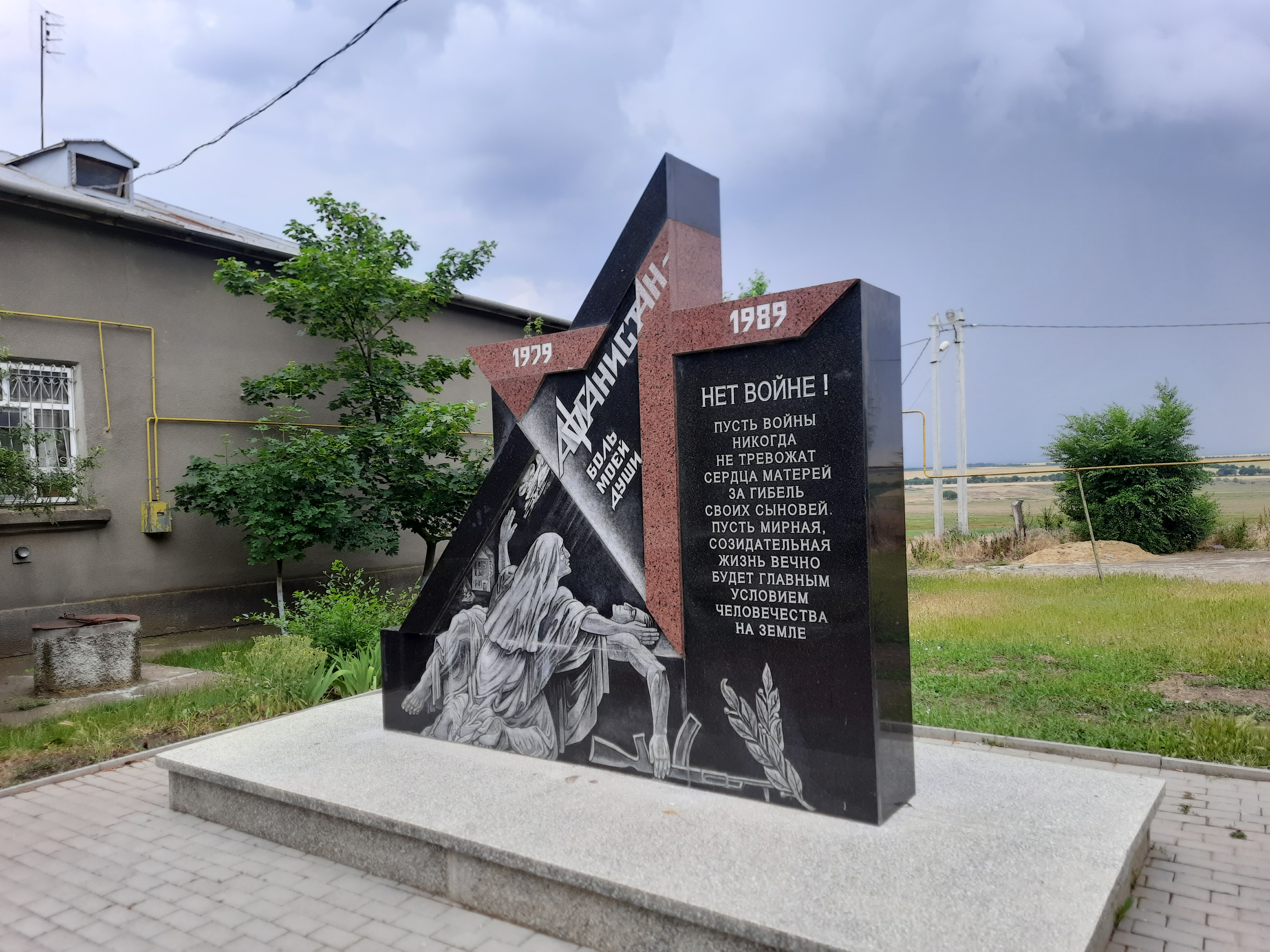
Pomnik ofiar wojny w Afganistanie
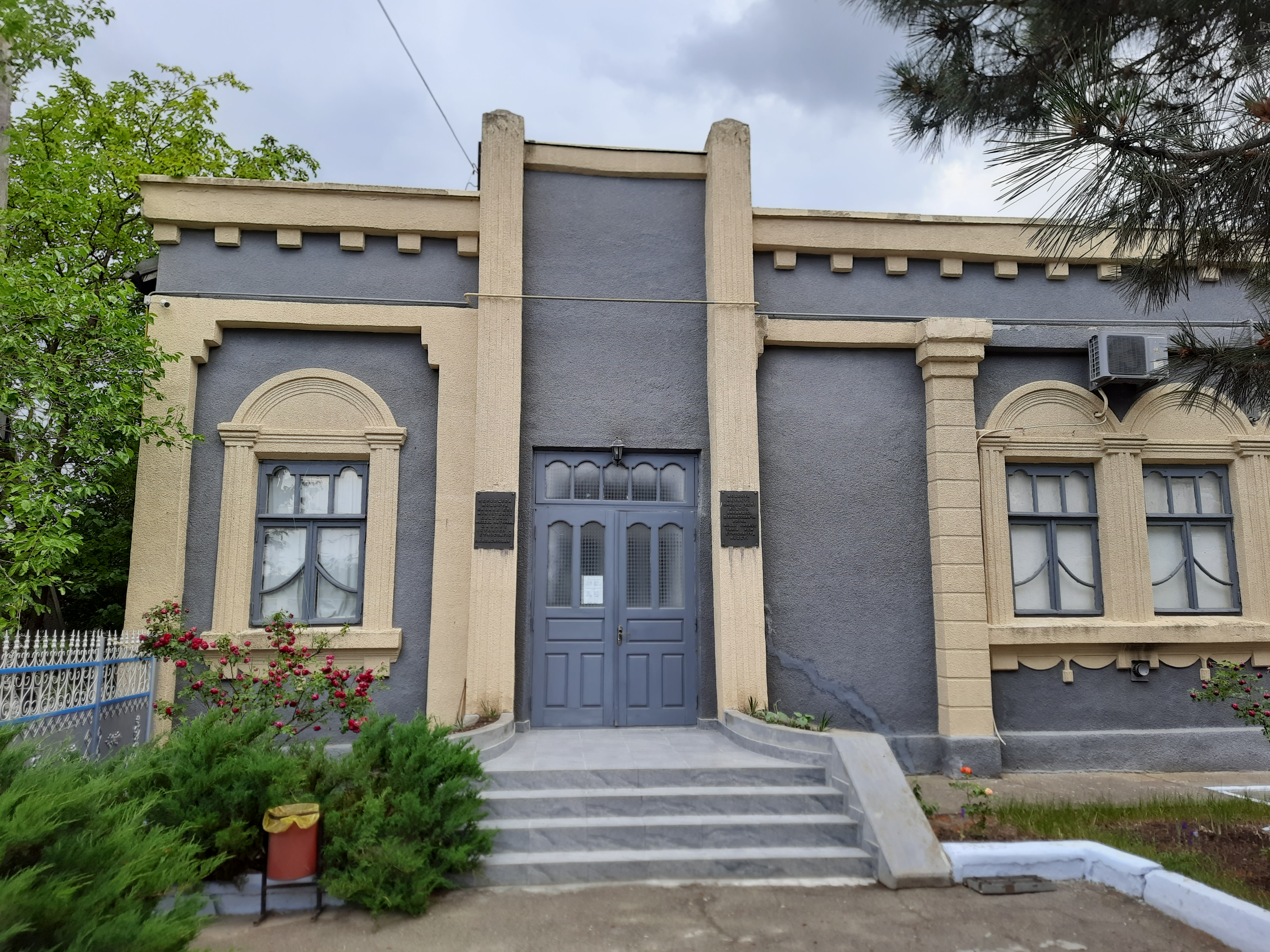
Muzeum Narodowe Historii i Etnografii Gagauzów
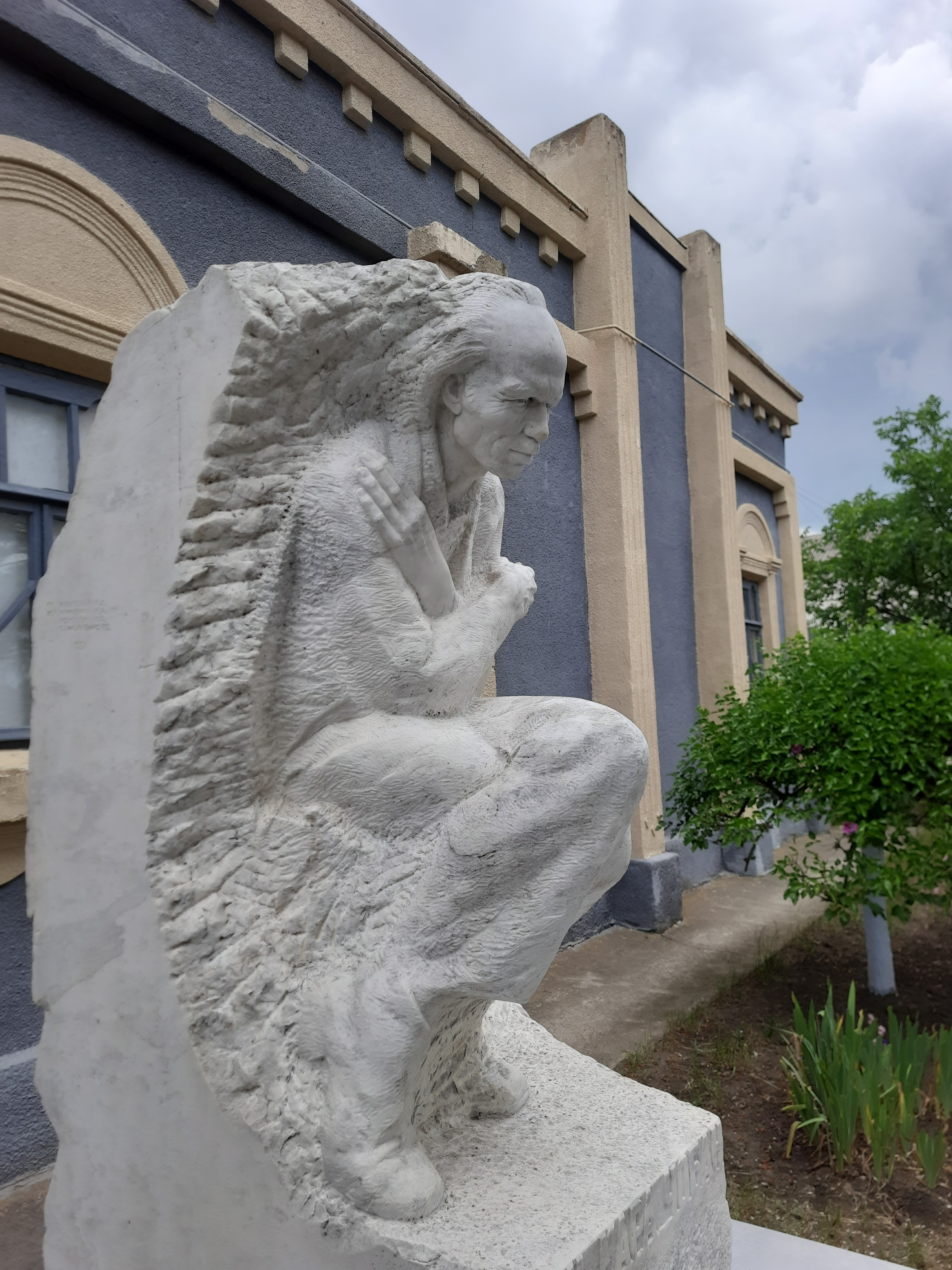
Pomnik Dmitriego Karaczobana - gagauskiego poety z czasów sowieckich przed muzeum
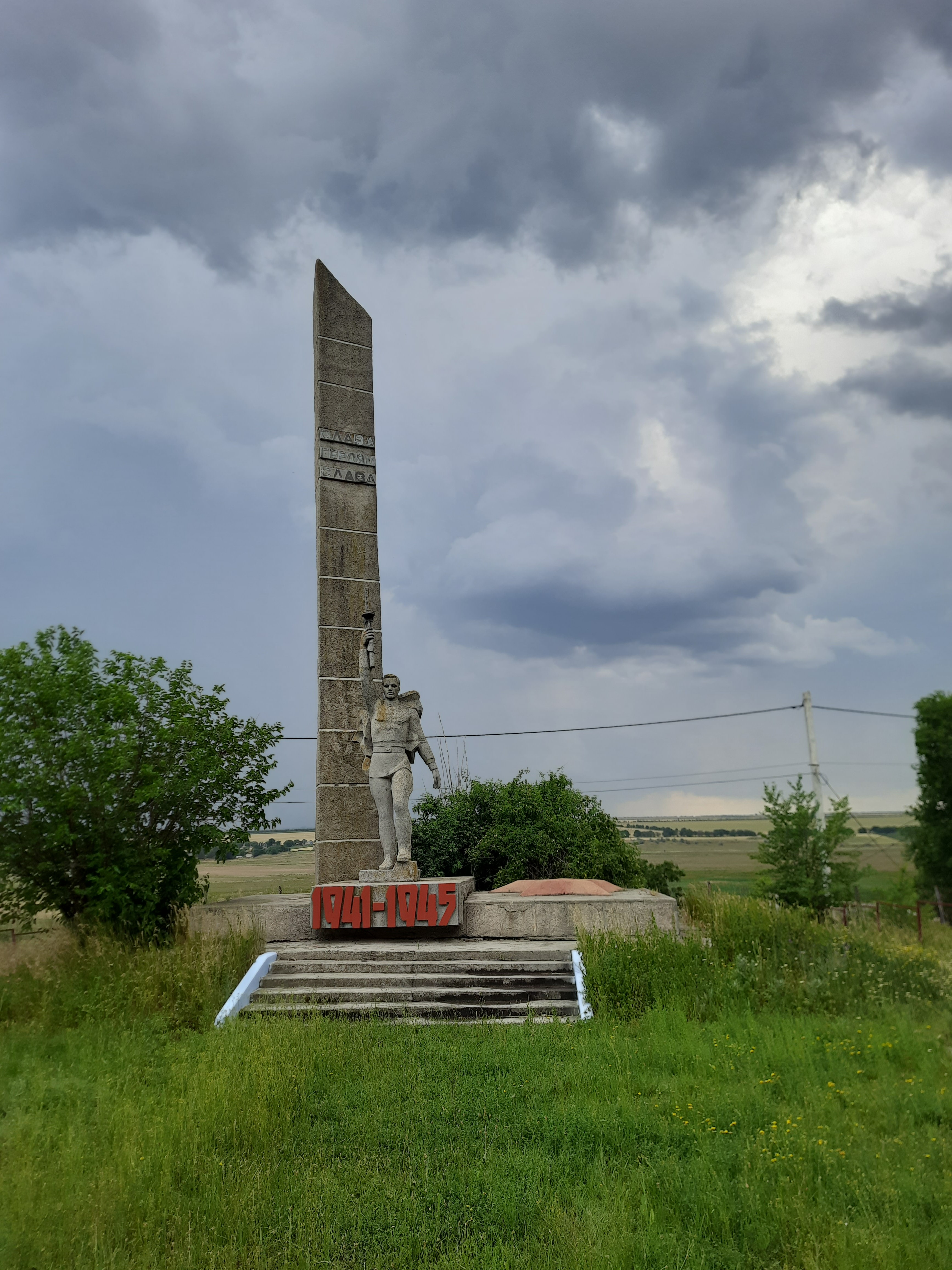
Pomnik pamięci ofiar II Wojny Światowej
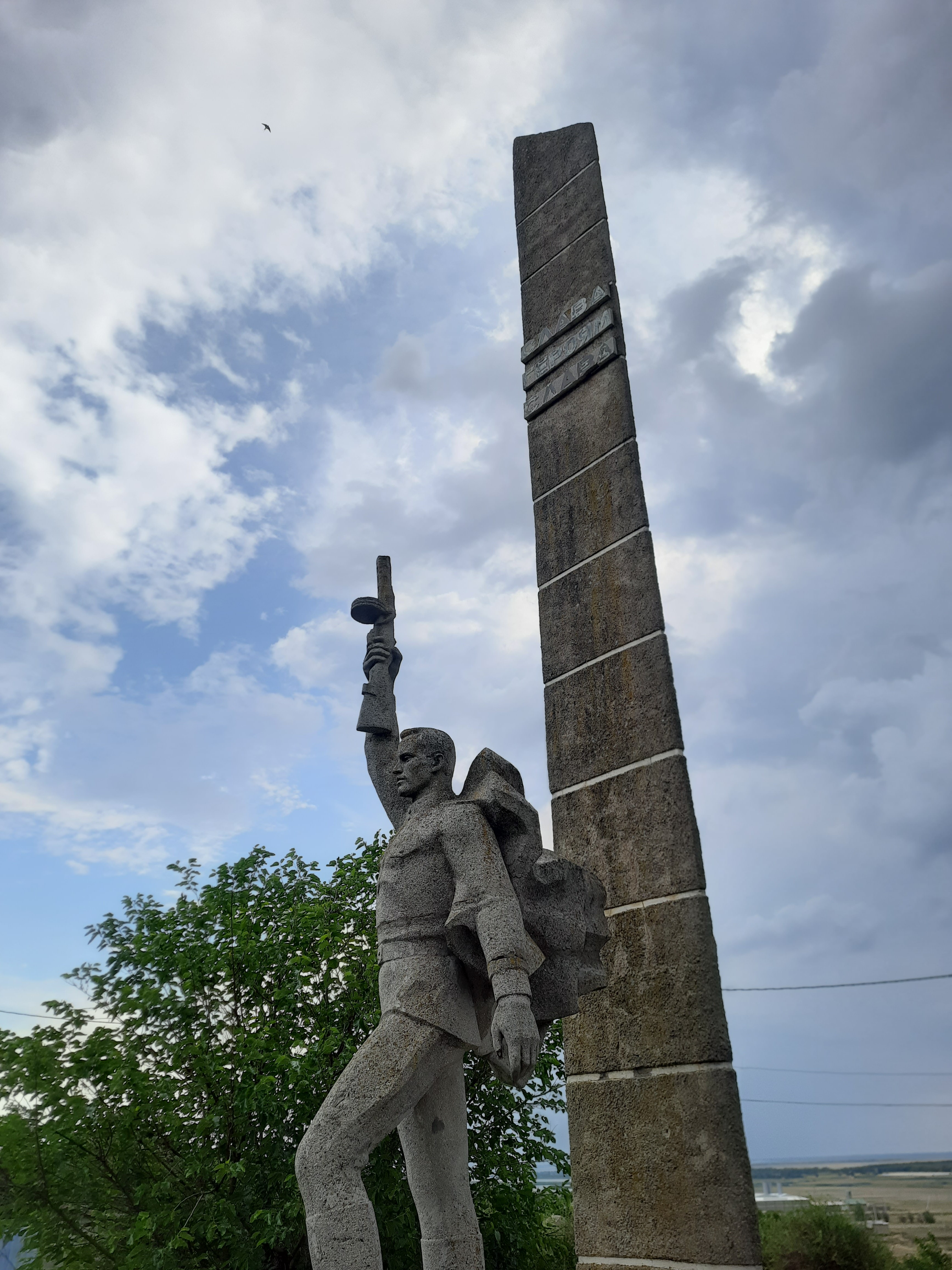
Pomnik z bliska
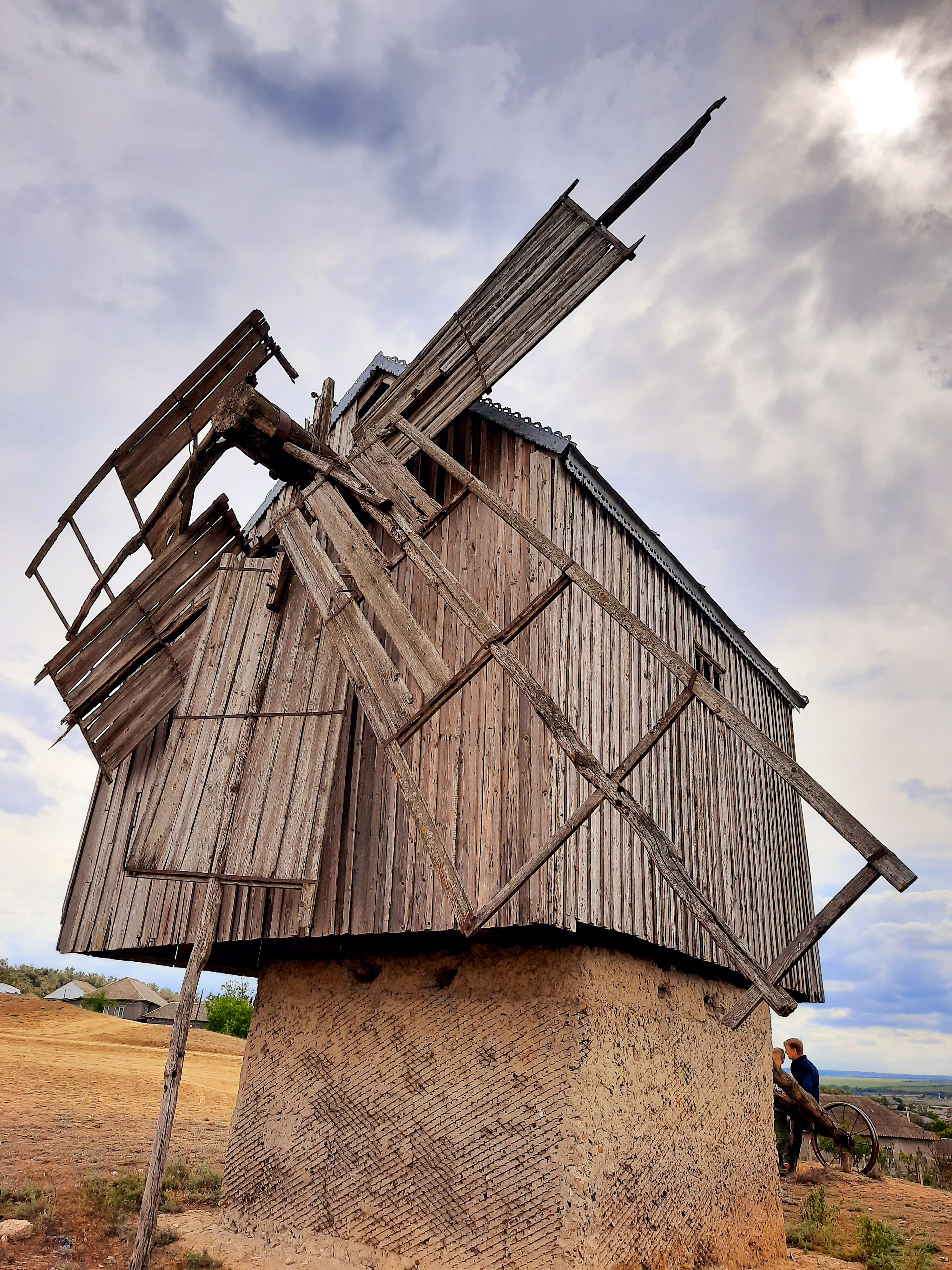
Zabytkowy wiatrak z bliska